# THE HYBRID 鵺の仔
『THE HYBRID 鵺の仔』（ざ はいぶりっど ぬえのこ、英題：THE HYBRID NUE）は、2015年（平成27年）7月25日公開の日本映画である。「鵺」を造形化させた初の特撮によるサイエンス・フィクション映画である。

## 概要
鵺は、最古の歴史書である古事記に記載があり、平家物語では時の帝を苦しめる化け物として登場する。後に、能の演目「鵺」（世阿弥作）として受け継がれている。かつての映画『悪霊島』（原作：横溝正史）のキャッチフレーズに「鵺の鳴く夜は恐ろしい」とあるが、「鵺」そのものは登場しない。本作は、実在するシュメール文明の遺跡から発掘された粘土板の解読研究の第一人者である、ゼカリア・シッチンによれば、太陽系10番目の惑星ニビルから地球にやってきた「エイリアン」が遺伝子操作によって、人類を創造したとされる諸説を基にしている。また、ナスカ地上絵ライン説や人類が崇める「神」の起源は「エイリアン」によるもので、日本の縄文文明から始まったと唱えるはやし浩司の古代文明研究も参考にしている。作家・オカルト研究家の山口敏太郎やUFO・オカルト番組プロデュサーの矢追純一、オカルト情報誌『ムー』において「鵺」の特集を担当した副編集長の宍戸宏隆が、本作にコメントしている。

## ストーリー
一人娘の三島チアキは、母ヨシコが経営する温泉郷・鵺ヶ淵（ぬえがふち）へ里帰りする。チアキの父は12年前、母に想いを寄せる男、澤津久森（さわつくもり）によって殺害されていた。同じ頃、辺鄙な山奥にある洋館では、UMA（未確認動物）を専門に扱う雑誌の編集長・京極（きょうごく）が般若心経に身を包み、源頼政（みなもと の よりまさ）の弓を武器に、UMA（未確認動物）を生捕りにして、マダムに差し出していた。マダムは、新鮮なUMAの肉を食べ続ける事で若さを保つ謎の老女。マダムはいう「早く鵺を食べさせて……」と。鵺は、最古の歴史書、古事記や平家物語にも登場する日本古来のUMA。顔は猿で体は狸、手足が虎で尻尾は蛇。そんな化物の血を引く人間が生存していると云われる秘境、それが鵺ケ淵であった･･･。

## 登場人物

### 主人公
三島チアキ（みしま ちあき）
演 - 石橋穂乃香
本作の女性主人公、OL、ゆけむり館（温泉宿）の一人娘。父親は幼い頃に亡くす。
京極編集長（きょうごく へんしゅうちょう）
演 - 山村憲之介
本作の男性主人公、未確認動物UMAの専門雑誌「UMAデラックス編集部」編集長。

### 三島の家族
三島 ヨシコ（みしま よしこ）
演 - 黒沢あすか
チアキの母。夫を亡くした跡、ゆけむり館（温泉宿）を経営している。
三島（みしま）
演 - 真鍋敏
ヨシコの夫。チアキの戸籍上の父親。ヨシコの愛人の澤津久森（さわつくもり）によって殺害される。

### UMAデラックス編集部
謎のマダム（なぞのまだむ）
演 - 大島葉子
京極の闇の支配者。人種・年齢・性別不詳。未確認動物UMAの肉を食す得体の知れない生命体。本作では描かれていないが、京極と深い係わりを持つ。
濡（ぬれ）
演 - ともこ
妖怪「濡女」とのハイブリッドUMA（未確認動物）。京極編集長の秘書的な存在。過去に京極に救われるが本作では描かれていない。
見越（みこし）
演 - 中村邦晃
妖怪「見越し入道」とのハイブリッドUMA（未確認動物）。京極の手下。
宮部（みやべ）
演 - 紀井沙也佳
帰国子女の美人編集部員。彼女もまたハイブリッドUMA（未確認動物）。

### 澤津久森（さわつくもり）の家族
澤津久森（さわつくもり)
演 - 柴田光太郎
妖怪鵺とのハイブリッドUMA（未確認動物）。ヨシコに産ませたチアキの実の父親。京極が生捕りにしようと狙っている。
山姥（やまんば）
演 - 研ナオコ
澤津久森の実母。東京で占い師として生計を立てている。少女の頃に「鵺信仰」の生贄となり、鵺の子を産み落とす。以来、不思議な力を宿す。
山姥の少女時代（やまんばのしょうじょじだい）
演 - 千葉美紅
「鵺信仰」の生贄となり、鵺の子を産み落とすも神社に置き去りにしてしまう。

### チアキの取り巻き
池脇マイ（いけわき まい）
演 - 藍田舞（電話の声-雪代綾乃）
チアキの親友。フリーの記者、京極編集長のスパイ的な存在。チアキを見張っている。
山伽マサル（やまか まさる)
演 - 瀬戸祐介
村長の子息。高校時代、チアキの元カレ。チアキの後輩ミカと付き合っている。
萩原ミカ（はぎわらミカ）
演 - むとう水華
チアキの後輩。マサルの彼女。

## スタッフ
- 企画・原案・エグゼクティブプロデューサー・共同監督：倉谷宣緒
- 企画・製作：野口典夫
- 監督・脚本・編集：羽野暢
- 撮影：古屋幸一・田辺清人
- 照明：酒井隆英・加藤大輝
- 録音：李明勲・高田伸也
- 音楽：朝倉紀行・入江純
- 美術監督：鈴木伸二郎
- 特殊メイク：梅沢壮一
- 鵺キャラクターデザイン・造形：梅沢壮一

- 製作プロダクション：べんてんムービー
- 製作：CSI:TOKYO・ベンテンエンタテインメント
- 配給：ベンテンエンタテインメント

## ロケーション
上州越高原を望む標高1800mの自然豊かな国立公園に位置、日本一の硫黄濃度の良泉質を誇る万座温泉（群馬県吾妻郡嬬恋村干俣万座温泉）。冬は、パウダースノーで名高い万座温泉スキー場がある。マダムが登場する館は、映画『私をスキーに連れてって』にも登場するヒュッテである。

## 受賞・ノミネート
| 発表年 | 賞                                                                       | 部門             | 対象             | 結果 |
| ------ | ------------------------------------------------------------------------ | ---------------- | ---------------- | ---- |
| 2015   | 第1回皆既月食映画祭 2015                                                 | 金月賞（作品賞） | THE HYBRD 鵺の仔 | 受賞 |
| 2015   | 第1回皆既月食映画祭 2015                                                 | 新人賞           | ともこ           | 受賞 |
| 2015   | 第1回皆既月食映画祭 2015                                                 | 新人賞           | 千葉美紅         | 受賞 |
| 2015   | 第20回Japan Film Festival Los Angeles 2015（ロサンゼルス日本映画際2015） | 特殊効果賞       | THE HYBRD 鵺の仔 | 受賞 |